# Kibaza
Kibaza är ett vattendrag i Burundi.   Det ligger i provinsen Muyinga, i den norra delen av landet, 120 kilometer nordost om huvudstaden Bujumbura.
Omgivningarna runt Kibaza är huvudsakligen savann. Runt Kibaza är det tätbefolkat, med 319 invånare per kvadratkilometer.